# Agente enmascarante (deporte)

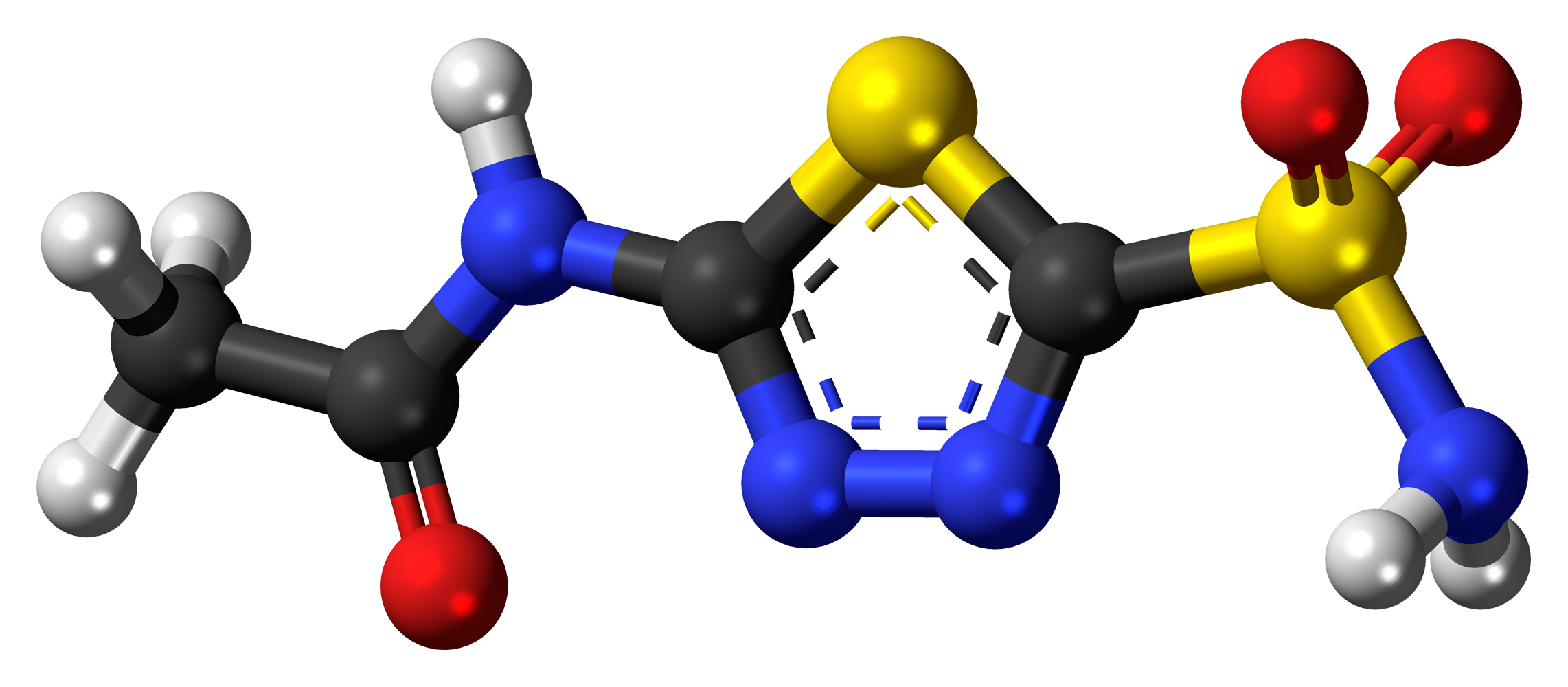
Representación de la molécula de azetazolamida, uno de los diuréticos expresamente prohibidos por la Agencia Mundial Antidopaje

En el entorno deportivo y más concretamente en la lucha contra el dopaje, se entiende por agente enmascarante a cualquier sustancia utilizada con la intención de ocultar o evitar la detección de sustancias dopantes o medicamentos prohibidos en la práctica del deporte. Se consideran agentes enmascarantes a ciertos esteroides anabolizantes y a los diuréticos. Estos últimos constituyen la forma más simple de agente enmascarante, ya que provocan la pérdida de agua corporal a través de la secreción de orina, diluyéndola y dando como resultado concentraciones más bajas de las sustancias prohibidas, lo que dificulta su detección por parte de los laboratorios. Además de los diuréticos, también se consideran agentes enmascarantes la desmopresina, los expansores de plasma, la probenecida y otras sustancias con efectos biológicos similares.

## Lista de prohibiciones
En base a los acuerdos internacionales, existe una lista de sustancias y fármacos que no pueden ser utilizados por los deportistas. Esta lista está recogida por la Agencia Mundial Antidopaje (AMA o WADA por sus siglas  en inglés: World Anti-Doping Agency) que la actualiza cada año y que entra en vigor el 1 de enero del año siguiente. Cada país acogido a la Convención Antidopaje de la UNESCO y en base a esta relación, incorpora a su legislación estos acuerdos en los que constan todas las sustancias y los métodos que están prohibidos en el deporte y cuyo consumo o utilización pueden dar lugar a una sanción por dopaje. En lo que se refiere al listado de sustancias enmascarantes (sección S5), a fecha de 1 de enero de 2024 se incluyen los siguientes:
- Diuréticos.

1. Acetazolamida
2. Ácido etacrínico
3. Amilorida
4. Bumetanida
5. Canrenona
6. Clortalidona
7. Espironolactona
8. Furosemida
9. Indapamida
10. Metolazona
11. Tiazidas (p. e. bendroflumetiazida, clorotiazida e hidroclorotiazida)
12. Torasemida
13. Triamtereno

- Vaptanos. (p.e. conivaptán, mozavaptán, tolvaptán)
- Expansores de plasma por administración intravenosa, como albúmina, dextrano, hidroxietilalmidón o manitol.
- Desmopresina.
- Probenecida.

Así como cualquier otra sustancia con estructura química o efectos biológicos similares, incluidos los posibles isómeros ópticos. Estas sustancias están prohibidas tanto en competición como fuera de esta, aunque hay algunas excepciones, como drospirenona; pamabrom y la administración por vía oftálmica tópica de inhibidores de la anhidrasa carbónica (por ejemplo, brinzolamida, dorzolamida) así como la administración local de felipresina en anestesia dental.
Además de esto, la detección de cualquier cantidad de ciertas sustancias sujetas a nivel umbral, como catina, efedrina, formoterol, metilefedrina, pseudoefedrina y salbutamol, también se consideran positivos si en la misma muestra se detecta diuréticos u otros agentes enmascarantes, aunque se encuentren en concentraciones por debajo de la concentración umbral a menos que el deportista haya obtenido una autorización de uso terapéutico (AUT) aprobada para dicha sustancia, además de aquella concedida para el diurético o el agente enmascarante.